# Franziska Reindl (hockey sur glace)
Pour les articles homonymes, voir Franziska Reindl et Reindl.
Franziska Reindl (née le 16 septembre 1982 à Garmisch-Partenkirchen dans le land de Bavière en Allemagne) est une joueuse allemande de hockey sur glace. Elle participe au tournoi féminin lors des Jeux olympiques d'hiver de 2002 à Salt Lake City aux États-Unis.